# Schölke

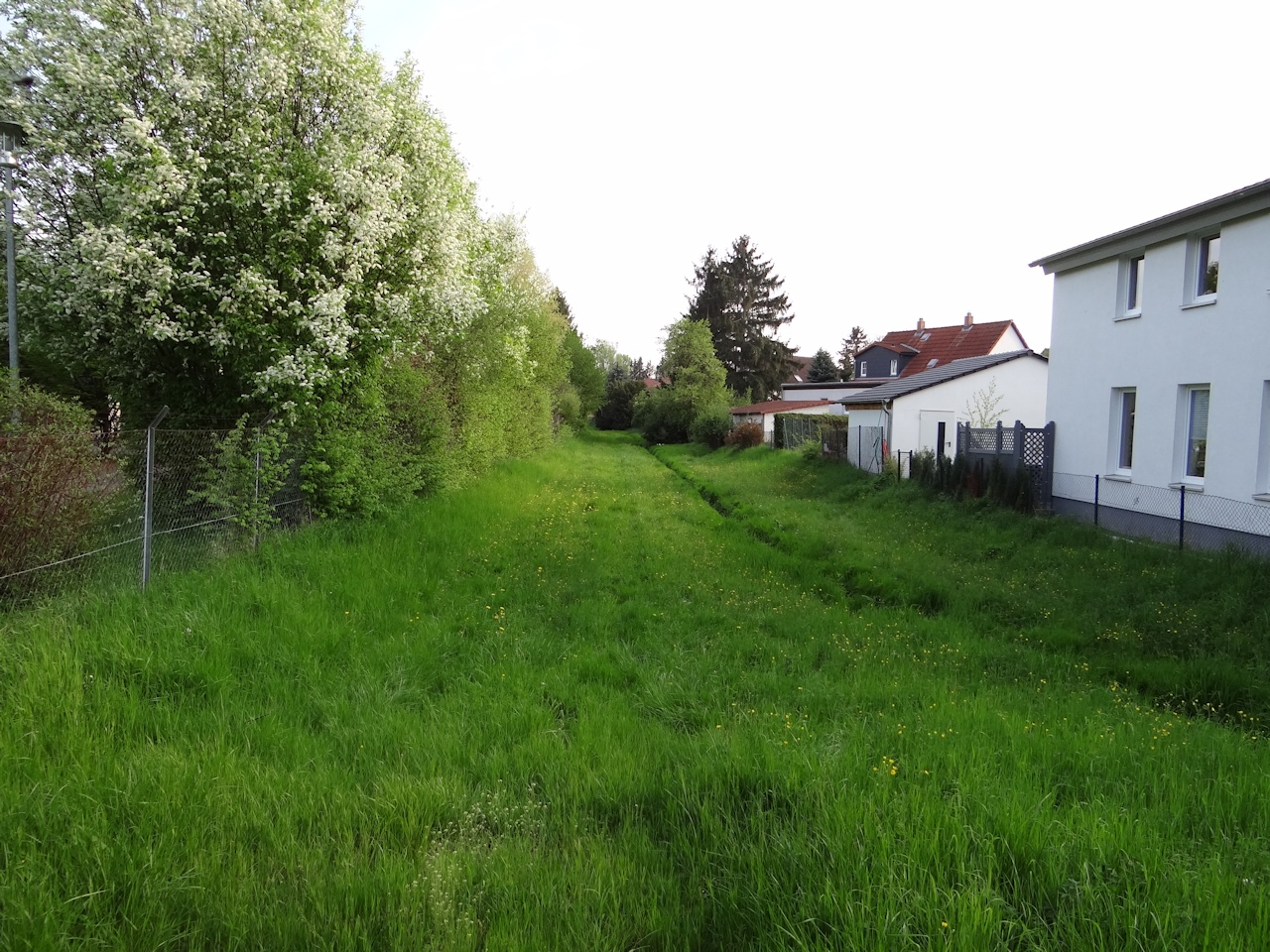
Verlauf des Jödebrunnengrabens bei der Weinbergstraße, Blick vom Madamenweg

Die Schölke ist ein linkes Nebengewässer der Oker im westlichen Stadtgebiet Braunschweigs. Ihre Quellbäche sind der Jödebrunnengraben und die Kleine Mittelriede. Sie mündet in Ölper in die Oker.

## Verlauf
Die Schölke entspringt als Jödebrunnengraben am Jödebrunnen, ihre Bezeichnung erhält sie jedoch in den amtlichen Karten erst unterhalb des Zusammenflusses von Jödebrunnengraben und Kleiner Mittelriede bei der Straße Kälberwiese (Lage 52° 15′ 56″ N, 10° 29′ 43″ O).
Aus dem Jödebrunnen wurde über 500 Jahre lang die Braunschweiger Altstadt mit Trinkwasser versorgt. Das überschüssige Wasser floss und fließt heute noch in den nach Norden führenden Jödebrunnengraben. Er ist in weiten Teilen verrohrt und führt durch den Blumenteich. Ein offen ausgestalteter Abschnitt zwischen Pippelweg und Kreuzstraße führt hinter den Grundstücken der Weinbergstraße entlang und kreuzt den Madamenweg beim ehemaligen Bunker. Ein weiterer offener Abschnitt verläuft zwischen Wiedenbeinstraße und Kälberwiese und wird in einigen Karten bereits als Schölke bezeichnet. An der Wiedenbeinstraße bestand bis 2011 eine Verbindung zur Kleinen Mittelriede. Dort mündet auch ein Graben aus dem Gebiet zwischen Kälberwiese und Kreuzstraße.
Der Zufluss der Kleinen Mittelriede erfolgt auf Höhe der Oswald-Berkhan-Schule. Dort untertunnelt die Schölke den Spatzenstieg und erreicht das Ringgleis, das sie bis zum Industriegelände der ehemaligen MIAG als kleiner Fluss begleitet. Am Triftweg ist sie von einem Pumpwerk überbaut, das den Bach bei Starkregenereignissen entlastet.
Bevor die Schölke unter dem Industriegelände verschwindet, nimmt sie links den vom Raffteichgebiet kommenden Neuen Graben auf. Nach dem Austritt aus der Verrohrung an der Julius-Konegen-Straße verläuft sie durchgehend kanalisiert und im Gewerbegebiet Sudetenstraße teilweise in einer Betonsohle. Auf Ölperaner Gebiet mündet am Otternweg der ebenfalls von links kommende Ölper Graben. Die Schölke fließt bis zu ihrer Mündung in die Oker parallel zur Straße Am Mühlengraben.

## Bedeutung
Der Bach wird als ein Gewässer 3. Ordnung eingestuft, also ohne überregionale Bedeutung. Seine regionale Bedeutung liegt in der Entwässerung des gesamten Areals zwischen dem Kanzlerfeld im Norden und der Weststadt im Süden.

## Name
Die Bezeichnung des Gewässerverlaufs als „Schölke“ erfolgt in einigen Karten bereits für den Jödebrunnengraben ab Höhe der Wiedenbeinstraße. Der Name selber wird schriftlich erstmals 1365 in Zusammenhang mit einem Totschlagsverfahren als scoleken erwähnt, dessen Wortstamm auf den niederdeutschen Begriff für „spülen, strömen, Wellen schlagen“ zurückgeht. In der Umgebung Braunschweigs sind weitere Flüsse dieses Namens vorhanden, so in Salzgitter zwei Nebenflüsse der Fuhse. In Braunschweig trägt die Schölkestraße ihren Namen, aber neben der Straße verläuft tatsächlich der Neue Graben.

## Zuflüsse

### Kleine Mittelriede

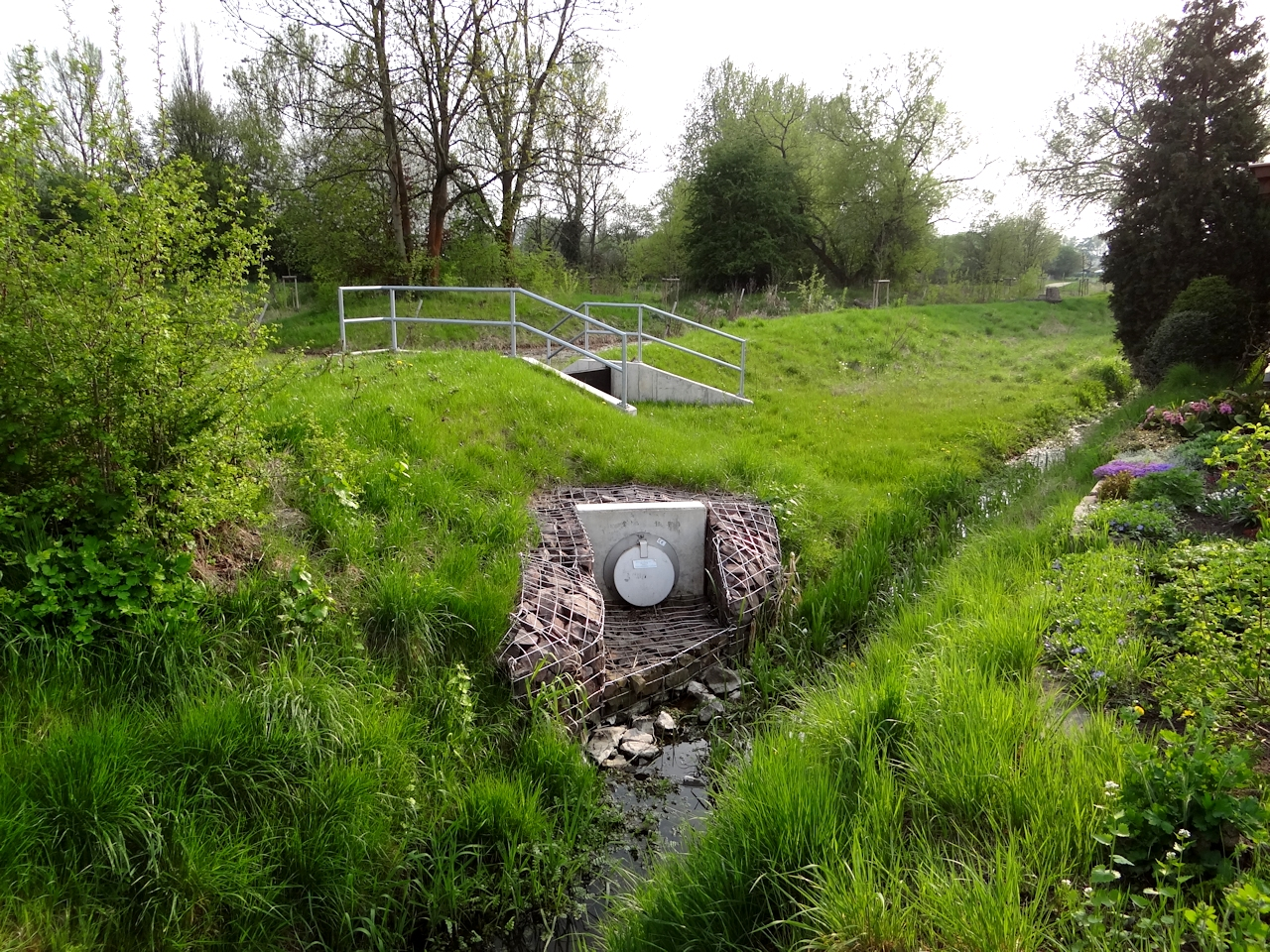
Ein- und Auslauf für das Hochwasserrückhaltebecken im Verlauf der Kleinen Mittelriede

Der im Unterschied zur Mittelriede als Kleine Mittelriede bezeichnete Bach hat seinen Ursprung im Westpark. Er fließt als Graben südlich von Lehndorf Richtung Osten und unterquert die A391 bei der Kälberwiese. Die Kleine Mittelriede kreuzt die Feldstraße und begrenzt den Siedlungsbereich der Kälberwiese nach Süden. Westlich und östlich der Feldstraße ist 2011 ein Überschwemmungsgebiet zum Hochwasserschutz angelegt und eine bis dahin bestehende südliche Verbindung zur Schölke unterbrochen worden. Der Bach trifft bei der Oswald-Berkhan-Schule auf die Schölke.
In einigen historischen Karten ist der als Mittelriede bezeichnete Graben zusätzlich zum Neuen Graben als Abfluss aus dem mittleren Raffteich dargestellt, während in den jüngeren Stadtkarten die eingezeichneten Fließrichtungen verschiedener Bäche und Drainagen auf einen Ursprung im Gebiet des Kleingartenvereins Kröppelberg südlich des Madamenwegs hindeuten. Dort ist ein kleiner Quellteich vorhanden und das Gelände fällt nach Nordwesten leicht ab. Nördlich des Madamenwegs zweigt ein Wiesengraben in Richtung der Raffteiche zum Neuen Graben ab und wird in der Amtlichen Karte des Landes Niedersachsen abschnittsweise als Wilder Boden Graben betitelt. Der nach Osten abfließende Zweig nördlich des Madamenwegs erhält in der gleichen Karte den Namen Schölkebach, während er bei der Stadtentwässerung Braunschweig als Weststadtgraben bezeichnet wird. Er mündet an der Strombeckstraße in den ab dort durchgängig als Mittelriede bezeichneten Bachlauf. Dieser ist auch Namensgeber für eine Kleingartensiedlung. Durch diese wiederum fließt ein Bach, der am Madamenweg mehrere Gräben aus der südlich gelegenen Weststadt aufnimmt, darunter auch den bei der Erftsraße beginnenden Graben IGS.
In der Umgebungskarte Braunschweigs von 1755 führt die Kleine Mittelriede bei Lehndorf den Namen Die Raffteichs Riede und trifft mit der Schölke auf Höhe der Feldstraße zusammen, also im Gebiet des heutigen Hochwasserrückhaltebeckens. 1915 sind in den Stadtkarten verschiedene Abzweige der Kleinen Mittelriede verzeichnet, die mit der Schölke zusammentreffen, der südlichste befand sich im Bereich der Weinbergstraße. Dort mündet auch heute noch ein Bach aus der Feldmark.
Name
Wie bei ihrer Namensschwester Mittelriede lässt sich der Name auf das Kompositum -riede für „Bach, kleines Gewässer“ zurückführen.

### Neuer Graben

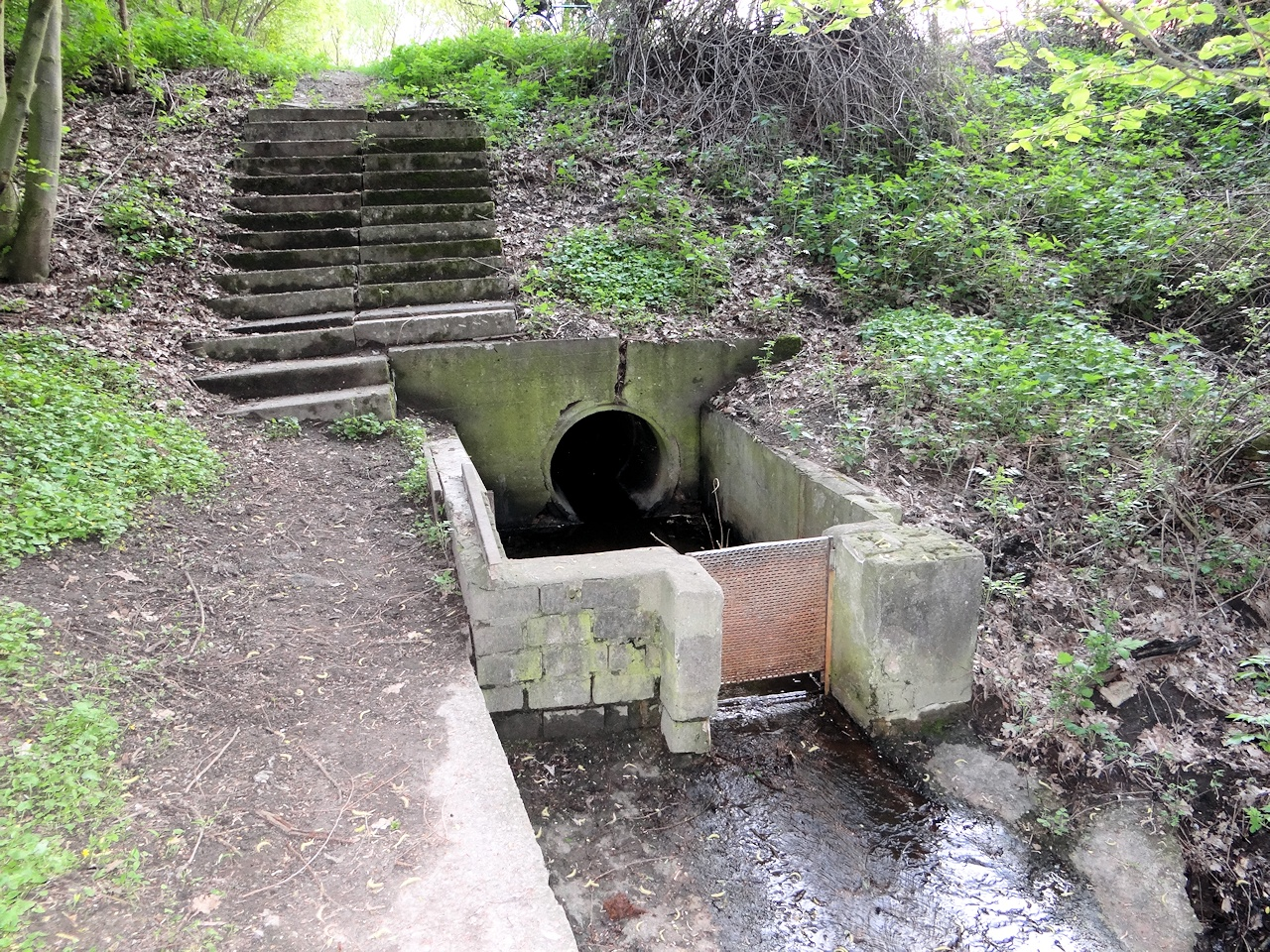
Abfluss aus den Raffteichen und Beginn des Neuen Grabens

Der Neue Graben beginnt am Sperrdamm des unteren Raffteichs. Dort ist ein Auslassbauwerk für beide nebeneinander gelegenen Fischteiche vorhanden, wo auch der Wilde Boden Graben endet. Der Niveauunterschied zwischen Teichfläche und Graben beträgt rund vier Meter. Der Neue Graben ist bereits auf den Karten der Preußischen Landesaufnahme verzeichnet und verläuft geradlinig am südlichen Rand des Altkerns von Lehndorf Richtung Schölke, die er vor dem Gelände der ehemaligen MIAG nahe der Lehndorfer Mühle erreicht. Er ist weitgehend verrohrt und versohlt. Im Gegensatz zur Kleinen Mittelriede nimmt er kaum weitere Drainagen aus der Feldmark auf.
Bezeichnung
In den amtlichen Karten wird der Name Neuer Graben geführt. Die Stadtentwässerung Braunschweig führt ihn in der von ihr beauftragten Untersuchung zur Gewässergüte unter der Bezeichnung Neuer Graben Lehndorf.

### Ölper Graben
Der Ölper Graben verläuft zwischen dem Ölper Holz und dem Ortskern Ölper auf der Linie der alten Braunschweiger Landwehr und erreicht Ölper bei der Straße Alte Landwehr. Im Siedlungsbereich Lehndorf beginnt sein offener Verlauf in einer Betonsohle bei der Straße Breite Riede, was ein Hinweis auf seinen früheren Namen sein könnte. Zuvor fließt er verdeckt vom Lammer Holz unter dem Sportgelände und südlich der Straße Am Horstbleek. Er ist im Oberlauf mit dem Lammer Graben verbunden, der südlich des Kanzlerfelds in der Senke bei Lamme aus mehreren Quellen gespeist wird. Dort ist noch ein altes Wasserwerk vorhanden, der Status eines Wasserschutzgebiets wurde von der Stadt Braunschweig ab 2012 aufgehoben. Die Fließrichtung des Lammer Grabens ist Richtung Westen, also zur Aue hin, er gehört damit nicht zum Einzugsgebiet der Oker.

## Hochwasserschutz

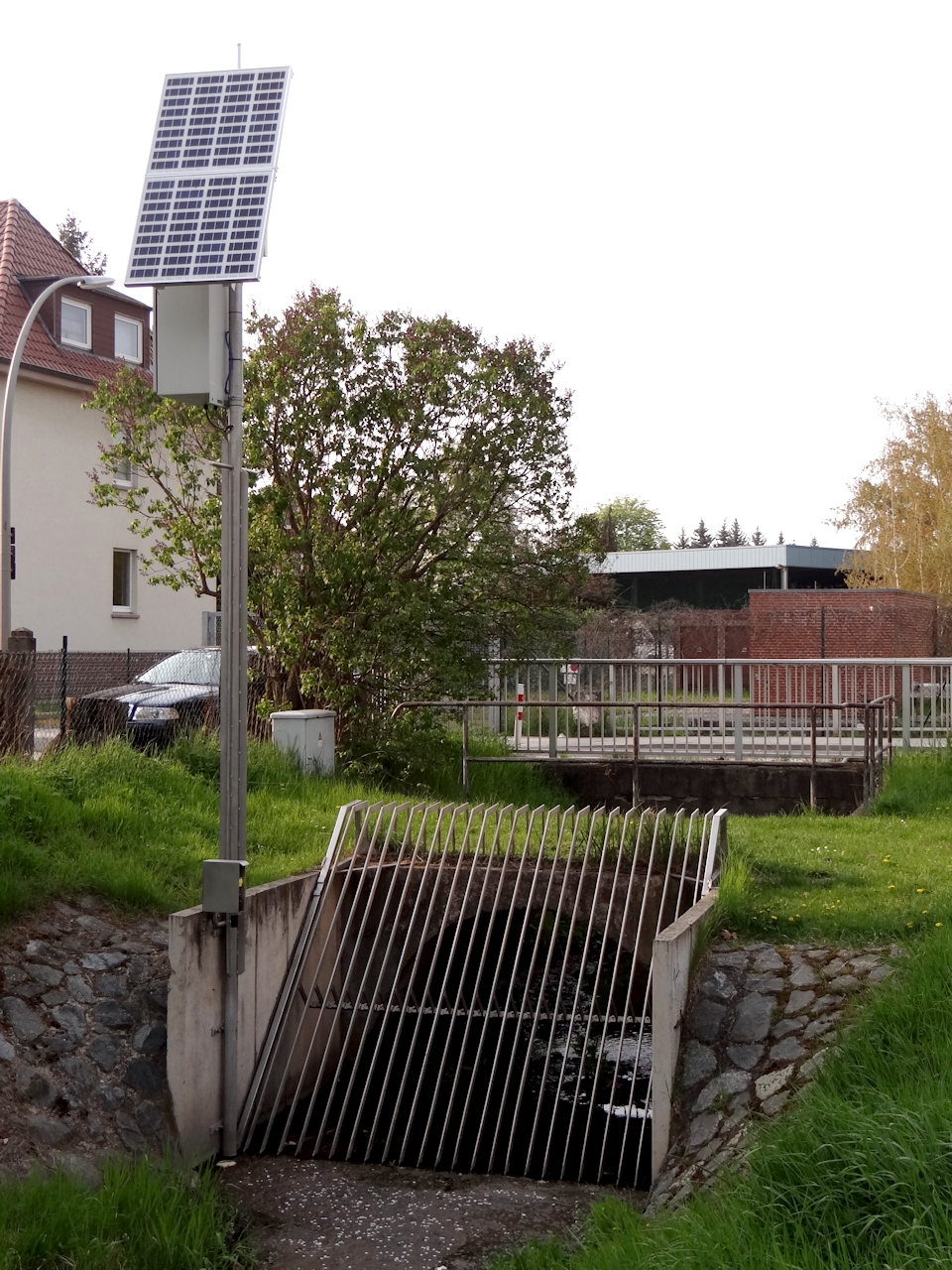
Rechen vor dem Pumpwerk Triftweg im Verlauf der Schölke

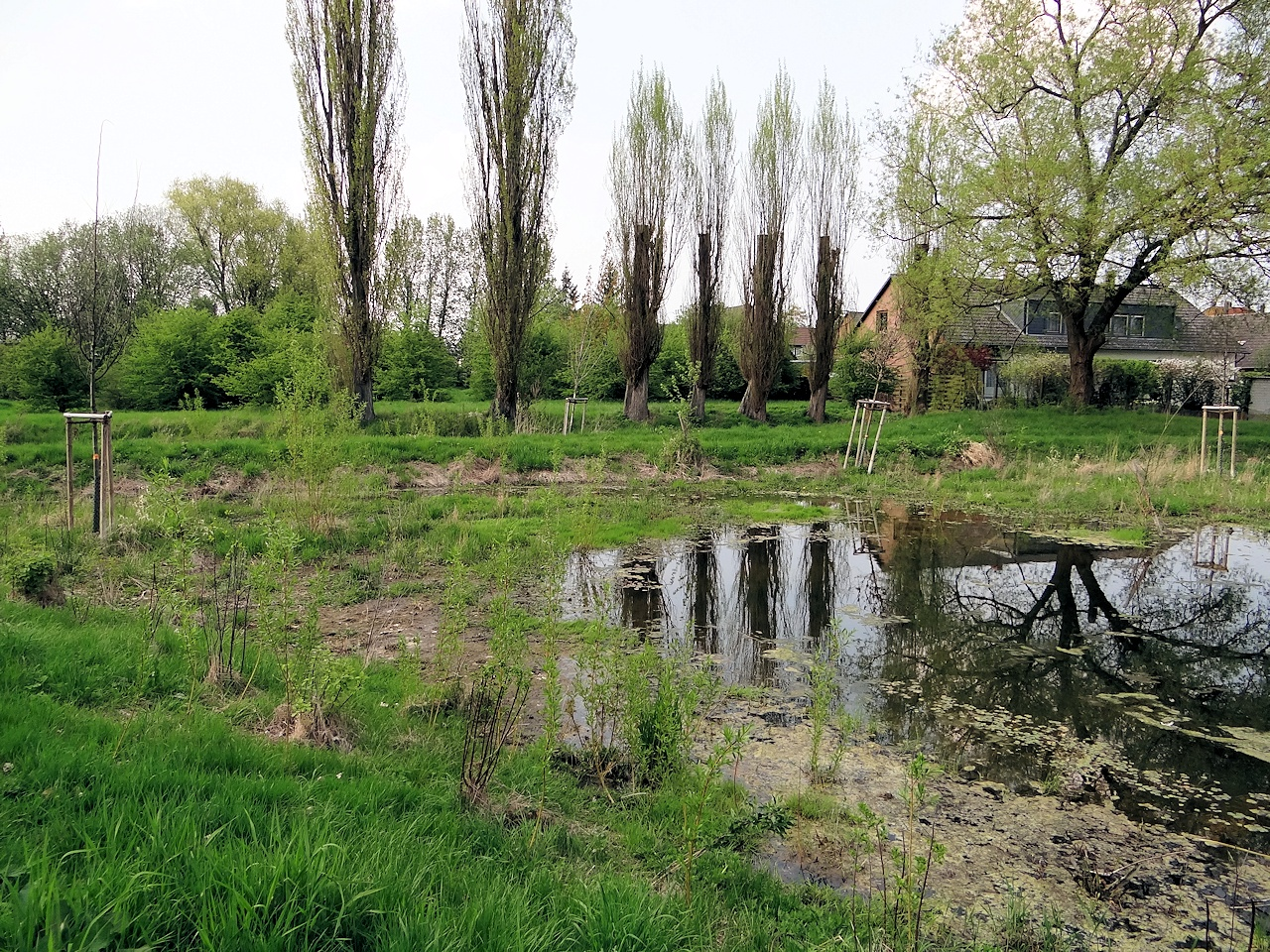
Blick nach Norden auf das Hochwasserrückhaltebecken der Kleinen Mittelriede

### Pumpwerk Triftweg
Beim Hochwasser 2002 ist es im Einzugsgebiet der Schölke zu starken Überschwemmungen und Schäden auf privaten Grundstücken gekommen. Um in Zukunft solchen Schäden vorzubeugen, ist das Pumpwerk Triftweg ertüchtigt worden, das Niederschlagswasser direkt in die Regenwasserkanalisation und damit zur Oker abzuleiten und so den unteren Lauf der Schölke zu entlasten.
Zum Schutz der Pumpen ist ein augenfälliges, weitmaschiges Edelstahlgitter vor der Straßenbrücke des Triftweges mit einer Überstaumeldung installiert. Am Pumpwerk ist ein Bypass mit einer Notöffnung vorhanden.

### Aufweitung Kleine Mittelriede
Im Jahr 2011 sind umfangreiche Umgestaltungen im Bereich der Feldstraße umgesetzt worden. Vor der Feldstraße ist der Bach unterhalb des Kleingartengeländes "Im Altfeld" auf etwa 10 Meter aufgeweitet worden und wird bei Hochwasser überschwemmt.
Etwa 100 Meter weiter bachabwärts wurde eine baumbestandene Grünfläche teilweise ausgebaggert und zu einer Teichlandschaft mit Inseln unter Beibehaltung des alten Baumbestandes umgestaltet. Eine Überlaufschwelle mit variabel einsetzbaren Dammbalken lässt das bei Starkregenereignissen zurückgestaute Wasser in die Entlastungsfläche überlaufen. Eine Auslassklappe gibt das eingestaute Wasser bei sinkenden Wasserspiegeln an den Bach zurück. Es steht ein Ausgleichsvolumen von 6.550 m³ zur Verfügung.

## Gewässerqualität
Die Stadtentwässerung Braunschweig hat für 2011 einen Gewässergütebericht veröffentlicht. Dort wird auf die ausgesprochen schlechte Strukturqualität der Gewässer im westlichen Stadtgebiet hingewiesen, was auf einer Strukturgütekarte auch farblich dokumentiert wird. Die hier aufgeführten Gewässer haben die schlechteste Bewertung, nämlich Klasse VII „naturfremd“ bzw. „übermäßig geschädigt“. Lediglich im Gebiet des Westparks werden wegen der teilweise naturnahen Ufer der Wiesengräben bessere Bewertungen erreicht. Die biologische Qualität der städtischen Gewässer wird mit der Güteklasse II-III bewertet, was „kritisch belastet“ bedeutet. Diese Untersuchungen werden zyklisch wiederholt. Im Bericht für 2014 wurde eine komplette Strukturgütekartierung für die Schölke und den Jödebrunnegraben durchgeführt.